# Fodina albicincta
Fodina albicincta là một loài bướm đêm trong họ Noctuidae.